# Place Ozanam
La place Ozanam est une voie située dans le quartier Notre-Dame-des-Champs du 6e arrondissement de Paris en France.

## Situation et accès
La place Ozanam est accessible à proximité par la ligne 4 à la station Vavin.

## Origine du nom

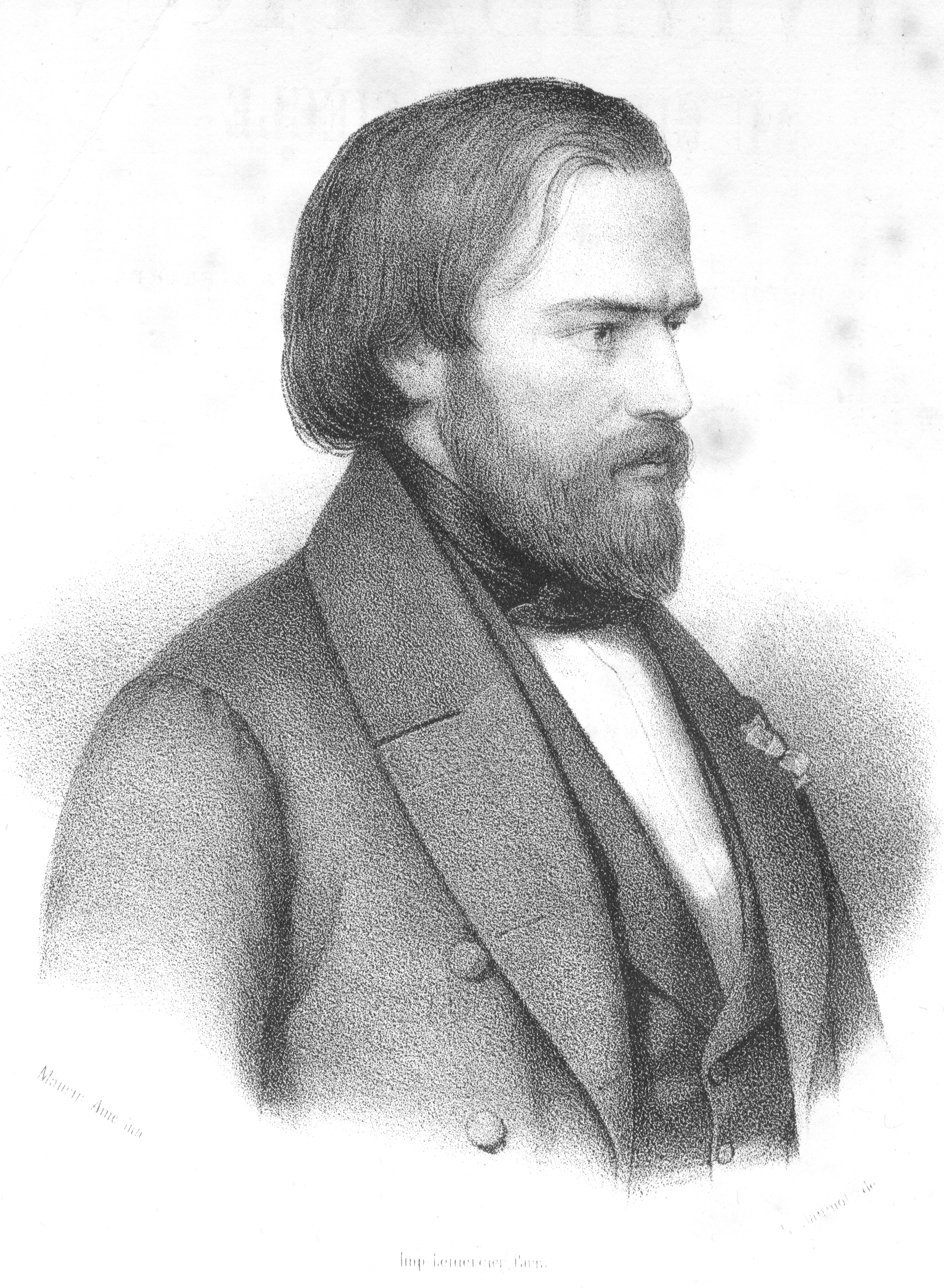
Frédéric Ozanam.

La place honore l'historien et écrivain français, Frédéric Ozanam (1813-1853), fondateur de la Société de Saint-Vincent-de-Paul qui enseigna la rhétorique au collège Stanislas voisin.

## Historique
La voie est créée en 1933 sur l'espace entourant l'église Notre-Dame-des-Champs. 

## Bâtiments remarquables et lieux de mémoire
- L'église Notre-Dame-des-Champs dont le flanc oriental et le parvis constituent la place.
- Le square Ozanam qui fut réalisé après guerre pour végétaliser la place.